# Окнішоара
Окнішоара (рум. Ocnișoara) — село у повіті Алба в Румунії. Входить до складу комуни Лопадя-Ноуе.
Село розташоване на відстані 266 км на північний захід від Бухареста, 30 км на північний схід від Алба-Юлії, 62 км на південь від Клуж-Напоки, 149 км на північний захід від Брашова.

## Населення
За даними перепису населення 2002 року у селі проживали 37 осіб, усі — румуни. Усі жителі села рідною мовою назвали румунську.